# Вайя

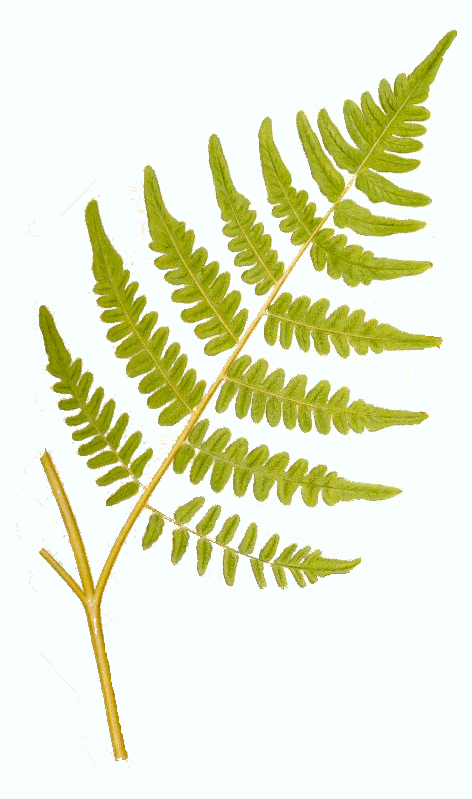
Вайя орляка звичайного

Вайя (в множині вайї) (від грец. βαΐον — пальмова гілка) — велике перисторозсічене, гілкоподібне листя папоротеподібних та деяких примітивних голонасінних. На відміну від листка вайя має недетермінований верхівковий ріст та такий самий ріст бічних сегментів різного рівня (якщо вони наявні). Ця особливість більше відповідає пагону. У молодому віці вайї звичайно равликоподібно закручені і ростуть верхівками, як пагони; їх розміри в різних видів папоротеподібних від кількох міліметрів до 3 м у довжину. Вайя виконує дві функції — спороношення і фотосинтезу.